# Xander Berkeley
Pour les articles homonymes, voir Berkeley.
Alexander Berkeley, dit Xander Berkeley est un acteur américain, né le 16 décembre 1955 à Brooklyn (New York).
Comédien ayant débuté au théâtre, il fait ses débuts devant la caméra dans le film Maman très chère (1981). Par la suite, il apparait de manière régulière au cinéma au cours des décennies 1980 et 1990, jouant notamment Lloyd dans Susie et les Baker Boys (1989), Todd Voight dans Terminator 2 : Le Jugement dernier (1991), Trevor Lyle dans Candyman (1992), l'agent spécial Gibbs dans Air Force One (1997), ou encore le Dr Lamar dans Bienvenue à Gattaca (1997).
Les décennies 2000 et 2010 le voit devenir un visage familier de la télévision, interprétant notamment George Mason dans 24 heures chrono (2001-2003), le shérif Thomas McAllister dans Mentalist (2008 et 2013), Percy dans Nikita (2010-2012), l'homme dans The Booth at the End (2010-2012), Liam McLean  dans Being Human (2013), Gregory (en) dans The Walking Dead (2016-2018) ou encore le capitaine Gilad Pellaeon dans diverses séries Star Wars (2023-).
En parallèle, il continue d'apparaitre dans quelques films, comme dans Taken (2008) et Kick-Ass (2010), tout en prêtant sa voix dans l'animation, étant celle de  Quentin Beck / Mystério dans Spectacular Spider-Man (2008-2009), ou encore celle du Dr Kirk Langstrom dans le film d'animation Le Fils de Batman (2014).

## Biographie

### Jeunesse et formation
Alexander Harper Berkeley est né le 16 décembre 1955 à Brooklyn (New York).
Xander Berkeley a vécu la majeure partie de sa vie dans le New Jersey. Il a étudié au Hampshire College (en) et a travaillé dans les théâtres du five college system (en) dont le Hampshire fait partie, incluant aussi le Smith College, le Mount Holyoke College, l'Amherst College et l'Université du Massachusetts d'Amherst.
Il a également travaillé au Regional and Repertory Theaters puis au Off-Broadway tout en vivant à New York. Lorsqu'un agent de casting le remarque dans une pièce écrite par Reynolds Price (en), Early Dark et l'a encouragé à se déplacer à Hollywood pour se produire.

### Carrière
Son premier rôle devant la caméra est celui de la version adulte de Christopher Crawford dans le film Maman très chère de Frank Perry sorti en 1981.
En 1989, il joue Waingro dans L.A. Takedown de Michael Mann, puis Ralph en 1995 dans le film Heat qui s'inspire du téléfilm avec toujours Mann derrière la caméra.
En 1991, il joue  Todd Voight, le père adoptif de John Connor interprété par Edward Furlong dans Terminator 2 : Le Jugement dernier de James Cameron, deuxième volet de la franchise Terminator.
En 1992, il joue le mari de Virginia Madsen dans le film d'horreur Candyman de Bernard Rose, d'après la nouvelle de Clive Barker.
En 1993, il joue dans le huitième épisode de la première saison de la série de science-fiction X-Files menée par David Duchovny et Gillian Anderson. Ce huis clos glacial, notamment inspiré par le roman court Who Goes There? (1938) de John W. Campbell et ses adaptations cinématographiques de 1951 et de 1982, le voit notamment côtoyer Felicity Huffman et est considéré comme un des meilleurs épisodes de la série,,,.
De 2001 à 2003, il interprète George Mason, un agent de la cellule anti-terroriste dans les deux premières saisons de la série 24 heures chrono portée par Kiefer Sutherland. La narration inhabituelle de la série lui permet d'être une des œuvres ayant le plus d'impact sur le petit écran durant les années 2000,,.
Apparaissant en 2008 dans le second épisode de la première saison de la série Mentalist dans lequel il joue le shérif Thomas McAllister, Xander Berkeley reprend le personnage en 2013 dans quatre épisodes de la sixième saison.
En 2009, il prête sa voix à Captain Atom, personnage du film d'animation de DC Comics Superman/Batman : Ennemis publics.
En 2014, il prête sa voix au Dr Kirk Langstrom dans le film d'animation de DC Comics Le Fils de Batman. Il poursuit sa collaboration avec la maison d’édition en prêtant la même année sa voix à Paul Kirk / Manhunter (en) dans la série Prenez garde à Batman !.
De 2016 à 2018, il interprète Gregory (en) dans la série The Walking Dead, adaptation des comics du même nom scénarisés par Robert Kirkman. Au cours du interview avec EW, il explique son choix de quitter la série dès le début de la neuvième saison : « Je me suis tellement amusé dans la série. Je veux dire, ils m'ont donné des trucs tellement géniaux dès le départ, et c'était tellement amusant, peu importe à quel point le personnage était onctueux ou sournois. Mais les trucs dans l'enclos l'année dernière dans la saison 8, c'était une purge pour moi [...] J'ai toujours des choses plus intéressantes à faire que de rester dans un enclos de prison en disant les mêmes phrases que j'ai dites plus ou moins cinq fois avant ! »,.
En 2018, il incarne le compositeur italien Mario Castelnuovo-Tedesco, rôle central du film The Maestro (en) d'Adam Cushman (en). Son épouse Sarah Clarke y joue le rôle de la femme de son personnage. La même année, il joue le rédacteur en chef et supérieur de Forest Whitaker dans le film City of Lies, d'après les meurtres des rappeurs Tupac Shakur et The Notorious B.I.G.. Enfin, il campe le père de Ben Lockwood / Agent Liberty (en) dans la quatrième saison de la série Supergirl, œuvre du Arrowverse.
En 2021, il tient le rôle récurrent du père de Stella Baker (en) et de  Luke Mitchell dans l'éphémère série The Republic of Sarah diffusée sur la CW,.
En 2023, il rejoint la franchise Star Wars en  tenant le rôle du capitaine impérial Gilad Pellaeon, dans le septième épisode de troisième saison de la série The Mandalorian. Il reprend le rôle l'année d'après dans la série d'animation Tales of the Empire.

### Vie privée

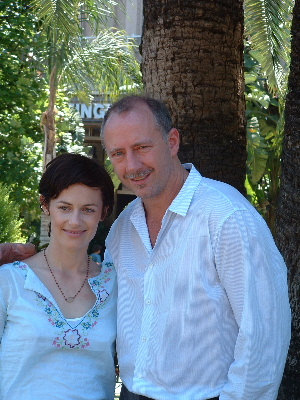
Sarah Clarke et Xander Berkeley en 2003 sur le tournage de la série 24 heures chrono.

Il est marié depuis le 7 septembre 2002 à l'actrice Sarah Clarke, rencontrée en 2001 sur le tournage de la série 24 heures chrono. Ils ont deux filles : Olwyn Harper (née en 2006) et Rowan (née en 2010).

## Filmographie
Sauf indication contraire, les informations mentionnées dans cette section peuvent être confirmées par la base de données cinématographiques IMDb,  présente dans la section « Liens externes ».

### Cinéma

#### Longs métrages
- 1981 : Maman très chère (Mommie Dearest) de Frank Perry : Christopher Crawford, adulte
- 1982 : TAG : Le Jeu de l'assassinat (Tag: The Assassination Game) de Nick Castle : Connally
- 1985 : Toujours prêts (Volunteers) de Nicholas Meyer : Kent Sutcliffe
- 1986 : Straight to Hell d'Alex Cox : le pasteur McMahon
- 1986 : Sid et Nancy (Sid and Nancy) d'Alex Cox : Bowery Snax, le trafiquant de drogue
- 1986 : Omega Syndrome de Joseph Manduke : rôle inconnu
- 1987 : The Verne Miller Story de Rod Hewitt : Cardogan
- 1987 : Walker d'Alex Cox : Byron Cole
- 1988 : The Lawless Land (en) de Jon Hess : Ez Andy
- 1988 : Tapeheads de Bill Fishman (en) : Ricky Fell
- 1988 : Rêve mortel (en) (Deadly Dreams) de Kristine Peterson : Jack Torme
- 1989 : Susie et les Baker Boys (The Fabulous Baker Boys) de Steven Kloves : Lloyd
- 1990 : Affaires privées (Internal Affairs) de Mike Figgis : Rudy Mohr
- 1990 : The Gumshoe Kid de Joseph Manduke : Monty Griswold
- 1990 : Nom de code : Nina (The Assassin) de Jon Hess : John Patrick Earl
- 1990 : L'Enfer bleu (The Last of the Finest) de John Mackenzie : Fast Eddie
- 1990 : La Nurse (The Guardian) de William Friedkin : l'inspecteur
- 1990 : Short Time (en) de Gregg Champion (en) : Carl Stark
- 1990 : Les Arnaqueurs (The Grifters) de Stephen Frears : lieutenant Pierson
- 1990 : La Relève (The Rookie) de Clint Eastwood : Blackwell
- 1991 : Terminator 2 : Le Jugement dernier (Terminator 2: Judgment Day) de James Cameron : Todd Voight
- 1991 : Billy Bathgate de Robert Benton : Harvey Preston
- 1991 : For the Boys : Hier, aujourd'hui et pour toujours de Mark Rydell : Roberts, Viêt Nam
- 1992 : Un flingue pour Betty Lou (The Gun in Betty Lou's Handbag) d'Allan Moyle : M. Marchat
- 1992 : Candyman de Bernard Rose : Trevor Lyle
- 1992 : Des hommes d'honneur (A Few Good Men) de Rob Reiner : le capitaine Whitaker
- 1994 : Liaison trouble (en) (Caroline at Midnight) de Scott McGinnis : Joey Szabo
- 1995 : Safe de Todd Haynes : Greg White
- 1995 : Apollo 13 de Ron Howard : Henry Hurt
- 1995 : Leaving Las Vegas de Mike Figgis : Cynical Cabbie
- 1995 : Heat de Michael Mann : Ralph
- 1996 : Fleur de poison 2 : Lily (Poison Ivy II) de Anne Goursaud : Donald Falk
- 1996 : La Couleur du destin (A Family Thing) de Richard Pearce : l'homme au coup de soleil
- 1996 : Barb Wire de David Hogan : Alexander Willis
- 1996 : Rock (The Rock) de Michael Bay : Lonner (non crédité)
- 1996 : À l'épreuve des balles (Bulletproof) de Ernest R. Dickerson : agent Darryl Gentry
- 1996 : Driven (en) de Michael Shoob : J. D. Johnson
- 1996 : Persons Unknown de George Hickenlooper : Tosh
- 1997 : The Killing Jar d'Evan Crooke : Danny « Figaretto » Evans
- 1997 : Air Force One de Wolfgang Petersen : agent Gibbs des Services Secrets
- 1997 : Pour une nuit... (One Night Stand) de Mike Figgis : l'ami de Charlie
- 1997 : Bienvenue à Gattaca (Gattaca) d'Andrew Niccol : Dr Lamar
- 1997 : Amistad de Steven Spielberg : Hammond
- 1998 : Phoenix de Danny Cannon : lieutenant Clyde Webber
- 1998 : The Truth About Juliet (en) de Sean McGinly (en) : George
- 1999 : Universal Soldier : Le Combat absolu (Universal Soldier: The Return) de Mic Rodgers (en) : Dr Dylan Cotner
- 1999 : La Cerisaie (The Cherry Orchard) de Michael Cacoyannis : Yepihodov
- 2000 : Time Code (Timecode) de Mike Figgis : Evan Wantz
- 2000 : Shanghai Kid (Shanghai Noon) de Tom Dey : Nathan Van Cleef
- 2001 : Storytelling de Todd Solondz : M. DeMarco (segment Non-fiction)
- 2001 : Expédition panda en Chine (en) (China: The Panda Adventure) de Robert M. Young : Dakar Johnston
- 2001 : L'Homme d'Elysian Fields (The Man from Elysian Fields) de George Hickenlooper : Virgil Koster
- 2003 : Un tueur aux trousses (Quicksand) de John Mackenzie : Joey Patterson
- 2004 : Below the Belt de Robert M. Young : Hanrahan
- 2004 : Entre les mains de l'ennemi (In Enemy Hands) de Tony Giglio : l'amiral Kentz
- 2005 : Sexy à mort (Drop Dead Sexy) de Michael Philip : Harkness
- 2005 : Deepwater de David S. Marfield : Gus
- 2005 : Standing Still de Matthew Cole Weiss : Jonathan
- 2005 : L'Affaire Josey Aimes (North Country) de Niki Caro : Arlen Pavich
- 2006 : The Garage (en) de Carl Thibault : Doc Ruppert
- 2006 : Champions de David Wike : oncle Doug
- 2006 : Seraphim Falls de David Von Ancken : le chef d'équipe du chemin de fer
- 2007 : La Faille (Fracture) de Gregory Hoblit : le juge Moran
- 2008 : Taken de Pierre Morel : Stuart
- 2008 : The Toe Tatic d'Emily Hubley (en) : le père
- 2009 : Women in Trouble de Sebastian Gutierrez : M. Frost
- 2009 : Cook County (en) de David Pomes : Sonny
- 2009 : L'An 1 : Des débuts difficiles (Year One) de Harold Ramis : le roi
- 2009 : The Consultants de Dave Fraunces : George
- 2009 : Repo Chic d'Alex Cox : Aldrich De La Chasse
- 2010 : Luster d'Adam Mason : l'inspecteur Carter
- 2010 : Kick-Ass de Matthew Vaughn : inspecteur Vic Gigante
- 2010 : Scandale à Washington (Below the Beltway) de Dave Fraunces : McMahon[25]
- 2010 : Bedrooms (en) de Youssef Delara, Michael D. Olmos et Victor Teran : Harry
- 2010 : Faster de George Tillman Jr. : le sergent Mallory
- 2010 : The Death of Socrates de Natasa Prosenc Stearns et 19 autres producteurs : Socrates
- 2011 : Girl Walks into a Bar de Sebastian Gutierrez : Moe
- 2011 : Le Pacte (Seeking Justice) de Roger Donaldson : lieutenant Durgan
- 2012 : Tales of Everyday Magic de Michael A. Goorjian : Peter Keller
- 2013 : Louder Than Words (en) d'Anthony Fabian (en) : Dr Lansen
- 2013 : Live at the Foxes Den (en) de Michael Kristoff : Kenneth Whitman
- 2013 : The Trial of Socrates de Natasa Prosenc Stearns : rôle inconnu
- 2014 : ETXR de Trevor Sands : Gordon Shafer
- 2014 : Transcendance (Transcendence) de Wally Pfister : Dr Thomas Casey
- 2014 : Small Time (en) de Joel Surnow : Chick
- 2014 : This Last Lonely Place de Steve Anderson : Frank Devore
- 2015 : Prémonitions (Solace) d'Afonso Poyart : M. Ellis
- 2015 : Rene de Mattson Tomlin (en) : Rene
- 2016 : Divergente 3 : Au-delà du mur (Allegiant) de Robert Schwentke : Phillip
- 2016 : Moments of Clarity (en) de Stev Elam : Artemis
- 2017 : Born Guilty de Max Heller : M. Milk
- 2017 : Shot (en) de Jeremy Kagan : Dr Roberts
- 2018 : Proud Mary de Babak Najafi : oncle
- 2018 : The Maestro (en) d'Adam Cushman (en) : Mario Castelnuovo-Tedesco
- 2018 : City of Lies de Brad Furman : Edwards
- 2019 : The Wall of Mexico (en) de Zachary Cotler (en) et Magdalena Zyzak (en) : Michael Rand
- 2019 : The Jump de Alex Raiman : Jonah Stuard[26]
- 2019 : Dark Harbor de Joe Raffa : le prêtre James
- 2022 : Butcher's Crossing de Gabe Polsky (en)

#### Courts métrages
- 1995 : The Fifteen Minute Hamlet de Todd Louiso : Shakespeare
- 1997 : Eating Las Vegas de Tracy Fraim : Cynical Cabby
- 2003 : The Third Date d'Amy K. Barrett : Tommy Tulip
- 2003 : The Stranger de Brad Furman : Charly
- 2004 : The Last Full Measure d'Alexandra Kerry
- 2009 : Sparks de Joseph Gordon-Levitt : Sid Harris
- 2009 : The Postcards de Kathleen Wilhoite : Stan Katz
- 2009 : Pat Lights de Zachary Sluser : le père
- 2011 : The Gadfly de Stev Elam : rôle inconnu
- 2014 : 24: Solitary de Jordan Goldman : Handler
- 2014 : Pony de Candice Carella : oncle Jeff
- 2015 : The Gift de Gabriel Robertson : l'homme

#### Films d'animation
- 1999 : Spawn 3: Ultimate Battle de Rebekah Bradford Leekley : Mike Stewart / le prêtre (voix originale)
- 2009 : Superman/Batman : Ennemis publics (Superman/Batman: Public Enemies) de Sam Liu : Captain Atom (voix originale)
- 2014 : Le Fils de Batman (Son of Batman) d'Ethan Spaulding : Dr Kirk Langstrom (voix originale)

### Télévision

#### Téléfilms
- 1981 : Fire on the Mountain de Donald Wrye (en) : rôle inconnu
- 1989 : L.A. Takedown de Michael Mann : Waingro
- 1991 : Dillinger (en) de Rupert Wainwright : Copeland
- 1991 : Shock Invader (Not of This World) de Jon Hess : Bruce MacNamara
- 1991 : Meurtre dans les hautes sphères (en) (Murder in High Places) de John Byrum (en) : Wayne
- 1992 : Le Choix d'une mère (A Private Matter) de Joan Micklin Silver : Peter Zenner
- 1992 : Illusion fatale (Deadly Matrimony) de John Korty : rôle inconnu
- 1993 : It's Nothing Personal de Bradford May : James Blakemore
- 1993 : Donato père et fille (Donato and Daughter) de Rod Holcomb : Russ Loring
- 1993 : L'Attaque de la femme de 50 pieds (Attack of the 50 Ft. Woman) de Christopher Guest : le deuxième homme
- 1994 : Roswell, le mystère (Roswell) de Jeremy Kagan : Sherman Carson
- 1996 : Jalousie maternelle (A Kidnapping in the Family) de Colin Bucksey (en) : Curtis Harrison
- 1996 : Within the Rock de Gary J. Tunnicliffe (en) : Ryan
- 1996 : If These Walls Could Talk de Cher et Nancy Savoca : John Barrows (segment 1974)
- 1996 : Au-delà des maux (For Hope) de Bob Saget : Date no 4 (non crédité)
- 1996 : Apollo 11 de Norberto Barba : Buzz Aldrin
- 1996 : I'd Lie for You and That's the Truth de BJ Davis : l'homme mauvais
- 1997 : Breast Men (en) de Lawrence O'Neil (en) : le journaliste
- 1998 : Winchell (en) de Paul Mazursky : Gavreau
- 1999 : Net Force (NetForce) de Robert Lieberman : Bo Tyler
- 2006 : Magma, désastre volcanique (Magma: Volcanic Disaster) de Ian Gilmore : Peter Shepherd
- 2007 : Alibi de Tony Goldwyn : lieutenant Adam Molnar
- 2009 : Inside the Box de Mark Tinker : Fred O'Brien
- 2010 : Night and Day de Milan Cheylov : Jay Graham
- 2010 : Day One d'Alex Graves : Clarke
- 2011 : Un combat, cinq destins (Five) de Jennifer Aniston (segment Mia), Patty Jenkins (segment Pearl), Alicia Keys (segment Lili), Demi Moore (segment Charlotte) et Penelope Spheeris (segment Cheyenne) : Peter
- 2012 : Entanglement de Michael A. Goorjian : Peter Keller
- 2014 : Christmas Eve, 1914 de Lisa Robertson : Charles Dunne

#### Séries télévisées
- 1981 : M*A*S*H : Marine (saison 10, épisode 14)
- 1981 : Le Joyeux Bazar (en) (Open All Night) : Metfly (saison 1, épisode 3)
- 1982 : L'Incroyable Hulk (The Incredible Hulk) : Tom (saison 5, épisode 7)
- 1982 : Pour l'amour du risque (Hart to Hart) : Christopher Hawks (saison 3, épisode 17)
- 1982 : Jake Cutter (Tales of the Gold Monkey) : Eric Fromby (saison 1, épisode 6)
- 1983 : Les Enquêtes de Remington Steele (Remington Steele) : Dan Kowalski (saison 1, épisode 16)
- 1983 : The Renegades (en) : Gillette (saison 1, épisode 3)
- 1983 : Cagney et Lacey (Cagney and Lacey) : Maurice (saison 2, épisode 20)
- 1983-1984 : L'Agence tous risques (The A-Team) : Baker (saison 1, épisode 12) et le sergent Wilson (saison 3, épisode 9)
- 1984 : Riptide : le chauffeur de taxi (saison 1, épisode 7)
- 1984 : Falcon Crest : Buzz Whitehead (saison 4, épisode 3)
- 1984 : V : Isaac Henley (saison 1, épisode 3)
- 1986 : La Cinquième Dimension (The Twilight Zone) : Dave (saison 1, épisode 22)
- 1986 : Clair de lune (Moonlighting) : Scalper (saison 3, épisode 3)
- 1987 et 1989 : Deux Flics à Miami (Miami Vice) : Tommy Lowell (saison 4, épisode 8) et Bailey (saison 5, épisode 16)
- 1988 : J.J. Starbuck : Robert « Bobby » Tinch (saison 1, épisode 15)
- 1988 : CBS Summer Playhouse : Dr Noah Fredericks (saison 2, épisode 6)
- 1990 : Le Père Dowling (Father Dowling Mysteries) : Carl Maxwell (saison 2, épisode 2)
- 1990 : Un flic dans la mafia (Wiseguy) : Ray Spiotta (saison 3, épisode 15)
- 1990 : Grand (en) : Jeffrey (saison 2, épisode 2)
- 1991 : Super Force : Dr Landru (2 épisodes)
- 1993 : Crime and Punishment : rôle inconnu (saison 1, épisode 1)
- 1993 : Brisco County (The Adventures of Brisco County Jr.) : Brett Bones (saison 1, épisode 6)
- 1993 : X-Files : Aux frontières du réel (X-Files) : Dr Hodge (saison 1, épisode 8 : Projet Arctique)
- 1994 : Le Courtier du cœur (Good Advice) : Bernard (saison 2, épisode 10)
- 1994 : New York Undercover : Dr Carl Weschler (saison 1, épisode 12)
- 1995 : Ménage à trois (Partners) : Christophe Nnngaarzh[26] (saison 1, épisode 5)
- 1995 : Pointman (en) : J. W. Mainwaring (saison 2, épisode 9)
- 1996 : Nash Bridges : Neil Wojak (saison 1, épisode 1)
- 1996 : Au-delà du réel : L'aventure continue (The Outer Limits) : Terry McCammon (saison 2, épisode 19)
- 1997 : Haute Tension (High Incident) : le commandant du SWAT (saison 2, épisode 13)
- 1997 : Women: Stories of Passion (en) : Jimbo (saison 2, épisode 10)
- 1997 : Players, les maîtres du jeu (Players) : Marcus Flint (saison 1, épisode 2)
- 1998 : Three (en) : Warden (saison 1, épisode 11)
- 1998 : Urgences (ER) : l'inspecteur Wilson (saison 5, épisode 9)
- 2001-2003 : 24 heures chrono (24) : George Mason (27 épisodes)
- 2001 : Wolf Lake : Carl (épisode pilote non diffusé)
- 2001 : On the Road Again (en) (Going to California) : Clay Shelton (saison 1, épisode 14)
- 2002 : The Court : Keith Nolan (3 épisodes)
- 2003-2004 : Les Experts (CSI: Crime Scene Investigation) : le shérif Rory Atwater (5 épisodes)
- 2003 : La Treizième Dimension (The Twilight Zone) : Harry Kellogg (saison 1, épisode 37)
- 2003 : Karen Sisco : Alvin Simmons (saison 1, épisode 3)
- 2005 : New York, police judiciaire (Law and Order) : Clay Pollack (saison 15, épisode 14)
- 2006 : Woman in Law : Campbell Knox (saison 1, épisode 1)
- 2006 : À la Maison-Blanche (The West Wing) : Franklin Hollis (saison 7, épisode 21)
- 2007 : New York, section criminelle (Law and Order: Criminal Intent) : George Pagolis (saison 6, épisode 13)
- 2007 : Standoff : Les Négociateurs (Standoff) : Paul Fisk (saison 1, épisode 12)
- 2007 : Bones : Dr Bancroft (saison 3, épisode 6)
- 2008 : Boston Justice (Boston Legal) : Rex Swarthmore (saison 4, épisode 11)
- 2008 : Jericho : John Smith (3 épisodes)
- 2008 : Wainy Days (en) : Cornelius (saison 3, épisode 2)
- 2008 : Esprits criminels (Criminal Minds) : l'inspecteur Hyde (saison 4, épisode 7)
- 2008 / 2013 : Mentalist : shérif Thomas McAllister (saison 1, épisode 2 / saison 6, épisodes 2, 3, 6 et 8)
- 2009 : Médium (Medium) : Mitchell Slocombe (saison 5, épisode 3)
- 2009 : The Closer : L.A. enquêtes prioritaires (The Closer) : inspecteur Curt Landry (saison 5, épisode 12)
- 2010 : Three Rivers : « Sarge » Harold Estes (saison 1, épisode 13)
- 2010-2012 : Nikita : Percy (45 épisodes)
- 2011 : Inside : H1ghway_man (saison 1, épisode 1 - pilote non retenu)
- 2010-2012 : The Booth at the End : l'Homme (10 épisodes)
- 2013 : Being Human : Liam McLean (8 épisodes)
- 2013 et 2015 : Longmire : Jeremiah Rains (2 épisodes)
- 2013 : NTSF:SD:SUV (en) : Theodore Dent (saison 3, épisode 6)
- 2014 : Justified : Charles Monroe (2 épisodes)
- 2014-2015 : Salem : le magistrat Hale (14 épisodes)
- 2015-2016 : 12 Monkeys : le colonel Jonathan Foster (3 épisodes)
- 2015-2016 : Aquarius : M. le divisionnaire (3 épisodes)
- 2015 : Zoo : Ronnie « Dogstick » Brannigan (4 épisodes)
- 2015 : Couch Surfing USA : Alistar (épisode inconnu)
- 2016-2018  : The Walking Dead : Gregory (33 épisodes)
- 2018 : Supergirl : Peter Lockwood (saison 4, épisode 3)
- 2020 : MacGyver : le général John Acosta (saison 4, épisode 2)
- 2020 : Bull : Juge Hollingsworth (saison 4, épisode 19)
- 2020 : FBI: Most Wanted : Maurice Hewitt (saison 2, épisode 3)
- 2021 : The Republic of Sarah : Paul Cooper (7 épisodes)
- 2023 : Truth Be Told : Lee Hackman (7 épisodes)
- 2023 : The Mandalorian : le capitaine Gilad Pellaeon (saison 3, épisode 7 - en cours)

#### Séries d'animation
- 1995-1997 : Drôles de monstres (Aaahh!!! Real Monsters) : Snav / Urbab / voix additionnelles (12 épisodes)
- 1995-1996 : Gargoyles, les anges de la nuit : Iago / Coldsteel (saison 2, épisodes 3 et 49)
- 1996-1997 : Life with Louie (en) : rôle inconnu (2 épisodes)
- 1996 : Mighty Ducks : Les Canards de l'exploit (Mighty Ducks) : Phineas T. Viper (saison 1, épisode 10)
- 1996 : Super Zéro (The Tick) : Octopaganini (saison 3, épisode 7)
- 1997 : Duckman (Duckman: Private Dick/Family Man) : Hans (saison 4, épisode 14)
- 1997 : Spawn : Mike Stewart / le prêtre
- 1997 : Johnny Bravo : Maitre D' / Movie Star / Melvin (saison 1, épisode 9)
- 1997 : Superman, l'Ange de Metropolis (Superman) : le sergent Corey Mills (saison 2, épisode 24)
- 1997 : Extrême Ghostbusters (Extreme Ghostbusters) : rôle inconnu (2 épisodes)
- 1999 : La Famille Delajungle (The Wild Thornberrys) : Stoat / Barking Deer no 2 (2 épisodes)
- 1999 : Rocket Power : le père de MacKenzie (saison 1, épisode 12)
- 2001 : Batman, la relève (Batman Beyond) : Dr Childes (2 épisodes)
- 2001 : La Ligue des justiciers (Justice League) : le général Brak / voix additionnelles (2 épisodes)
- 2003 : Spider-Man : Les Nouvelles Aventures (Spider-Man: The New Animated Series) : le maire (saison 1, épisode 3)
- 2004-2005 : Teen Titans : Les Jeunes Titans (Teen Titans) : Warp / Mento / le général Immortus (3 épisodes)
- 2007 : The Batman : Paul (saison 4, épisode 11)
- 2008-2009 : Spectacular Spider-Man (The Spectacular Spider-Man) : Quentin Beck / Mystério (4 épisodes)
- 2009 : Batman : L'Alliance des héros (Batman: The Brave and the Bold) : Sinestro (saison 1, épisode 10)
- 2010 : Ben 10: Ultimate Alien : Warden Morgg / Trukk (saison 1, épisode 17)
- 2014 : Prenez garde à Batman ! (Beware the Batman) : Paul Kirk / Manhunter (en) (saison 1, épisode 21)
- 2024 : Tales of the Empire : le capitaine Gilad Pellaeon

### Jeux vidéo
- 2003 : Freelancer : Dexter Hovis
- 2010 : Batman : L'Alliance des héros, le jeu vidéo (Batman: The Brave and the Bold - The Videogame) : Sinestro
- 2024 : Guild Wars 2 : Isgarren

## Distinctions

### Récompenses
- Festival du film de Boston 2015 : meilleur court-métrage narratif pour Pony partagé avec Candice Carella (Réalisateur), Mary Ann Tanedo (en) (Producteur) et Samuel Bayer (Producteur exécutif).
- California International Shorts Festival 2015 : meilleur court-métrage narratif pour Pony
- Hollywood Film Festival 2015 : meilleur court-métrage narratif pour Pony
- Rome International Film Festival 2015 : meilleur court-métrage narratif pour Pony
- Sarasota Film Festival 2015 : Lauréat du Prix du Public du meilleur court-métrage narratif pour Pony
- Barcelona International Film Festival 2016 : meilleur court-métrage narratif pour Pony
- South Dakota Film Festival 2016 : meilleur court-métrage narratif pour Pony
- CinEuphoria Awards (es) 2020 : Lauréat du Prix Spécial de la meilleure distribution dans une série télévisée dramatique pour The Walking Dead partagé avec Charlie Adlard (Créateur), Frank Darabont (Créateur), Robert Kirkman (Créateur), Tony Moore (Créateur), Angela Kang (Créateur), Scott M. Gimple (en) (Producteur), Gregory Nicotero (Réalisateur), Michael E. Satrazemis (Réalisateur), Austin Amelio (Acteur), Cooper Andrews (Acteur), Jeffrey Dean Morgan (Acteur), Jon Bernthal (Acteur), Juan Javier Cardenas (Acteur), Lauren Cohan (Actrice), Michael Cudlitz (Acteur), Jeffrey DeMunn (Acteur), Tovah Feldshuh (Actrice), Cailey Fleming (Actrice), Dan Fogler (Acteur), Seth Gilliam (Acteur), Danai Gurira (Actrice), Nadia Hilker (Actrice), Laurie Holden (Actrice), Ryan Hurst (Acteur), Lennie James (Acteur), Kyla Kenedy (Actrice), Emily Kinney (Actrice), Jeff Kober (Acteur), Chad Coleman (Acteur), Andrew Lincoln (Acteur), Madison Lintz (Actrice), Matt Lintz (Acteur), Matt Mangum (Acteur), Ross Marquand (Acteur), Sonequa Martin-Green (Actrice), Alanna Masterson (Actrice), Eleanor Matsuura (Actrice), Callan McAuliffe (Acteur), Melissa McBride (Actrice), Cassady McClincy (Actrice), Josh McDermitt (Acteur), Pollyanna McIntosh (Actrice), Joshua Mikel (Acteur), David Morrissey (Acteur), Samantha Morton (Actrice), Katelyn Nacon (Actrice), Avi Nash (Acteur), Daniel Newman (Acteur), Austin Nichols (Acteur), Steven Ogg (Acteur), Tom Payne (Acteur), Khary Payton (Acteur), Norman Reedus (Acteur), Lindsley Register (Actrice), Lauren Ridloff (Actrice), Chandler Riggs (Acteur), Michael Rooker (Acteur), Christian Serratos (Actrice), Irone Singleton (Acteur), Angel Theory (en) (Actrice), Jayson Warner Smith (Acteur), Sarah Wayne Callies (Actrice), Scott Wilson (Acteur), Jordan Woods-Robinson (en) (Acteur) et Steven Yeun (Acteur).
- Cine del Mar International Film Festival - Uruguay 2022 : meilleur acteur pour Alchemy of the Spirit
- Luleå International Film Festival 2022 : meilleur acteur pour Alchemy of the Spirit
- L.A. Sci-Fi & Horror Festival 2022 : meilleur acteur pour Alchemy of the Spirit
- Macabre Faire Film Festival (en) 2022 : meilleur acteur pour Alchemy of the Spirit
- Milwaukee Twisted Dreams Festival 2022 : meilleur acteur pour Alchemy of the Spirit
- Colorado International SciFi & Fantasy Film Festival 2022 :  Prix Willow du meilleur acteur pour Alchemy of the Spirit

### Nominations
- IGN Summer Movie Awards 2011 : meilleur vilain TV dans une série télévisée dramatique pour Nikita
- IGN Summer Movie Awards 2012 : meilleur vilain TV dans une série télévisée dramatique pour Nikita
- International Filmmaker Festival of World Cinema 2015 : meilleur court-métrage narratif pour Pony partagé avec Candice Carella (Réalisateur), Mary Ann Tanedo (en) (Producteur) et Samuel Bayer (Producteur exécutif).

## Voix francophones
En version française, Xander Berkeley est doublé par plusieurs comédiens durant les années 1980 et 1990 comme Guy Chapellier (un épisode de l’Agence tous risques et Les Aventures de Brisco County), José Luccioni (un épisode de l’Agence tous risques) et Vincent Violette (dans Les Arnaqueurs). Puis, Philippe Peythieu le double à quatre reprises entre 1991 et 1997 (Terminator 2 : Le Jugement dernier, Des hommes d'honneur, Nash Bridges et Air Force One). Entretemps, l'acteur est aussi doublé par Hervé Bellon (Billy Bathgate), Julien Thomast (Candyman), Joël Martineau (X-Files), Jérôme Keen (Apollo 13), Jacques Bouanich (Leaving Las Vegas), Michel Derain (Heat), Michel Dodane (Rock), Philippe Ogouz (Au-delà du réel : L'aventure continue), Philippe Crubézy (Bienvenue à Gattaca), Serge Blumenthal  (Players, les maîtres du jeu) Philippe Bellay (Urgences) et Bruno Carna  (Amistad).
Jacques Frantz le double en 2000 dans Shanghai Kid puis l'acteur est notamment doublé l'année suivante par Stefan Godin, qui devient sa voix française régulière par la suite, l'ayant doublé dans une vingtaine d'œuvres en 2023. Il le double notamment dans 24 heures chrono, Mentalist, Nikita, Longmire, Justified, Salem, 12 Monkeys ou encore The Walking Dead.
Parallèlement, l'acteur est également doublé par François Siener (Les Experts), Jean-Luc Kayser (La Treizième Dimension), Philippe Vincent (À la Maison-Blanche), Richard Leblond (L'Affaire Josey Aimes), de nouveau par Julien Thomast (Deepwater), Patrick Raynal (Taken et Being Human), Sylvain Lemarié (Kick-Ass), Max André (Faster), Bernard Métraux (Le Pacte), Éric Peter (Un combat, cinq destins), Michel Ruhl (Aquarius), Nicolas Marié (Prémonitions) et Philippe Dumond (Divergente 3 : Au-delà du mur).